# Communauté de communes du Quercy Caussadais
La communauté de communes du Quercy Caussadais est une communauté de communes française, située dans le département de Tarn-et-Garonne et la région Occitanie.

## Territoire communautaire

### Géographie
Située au nord  du département de Tarn-et-Garonne, la communauté de communes du Quercy caussadais regroupe 19 communes et présente une superficie de 392,4 km2.

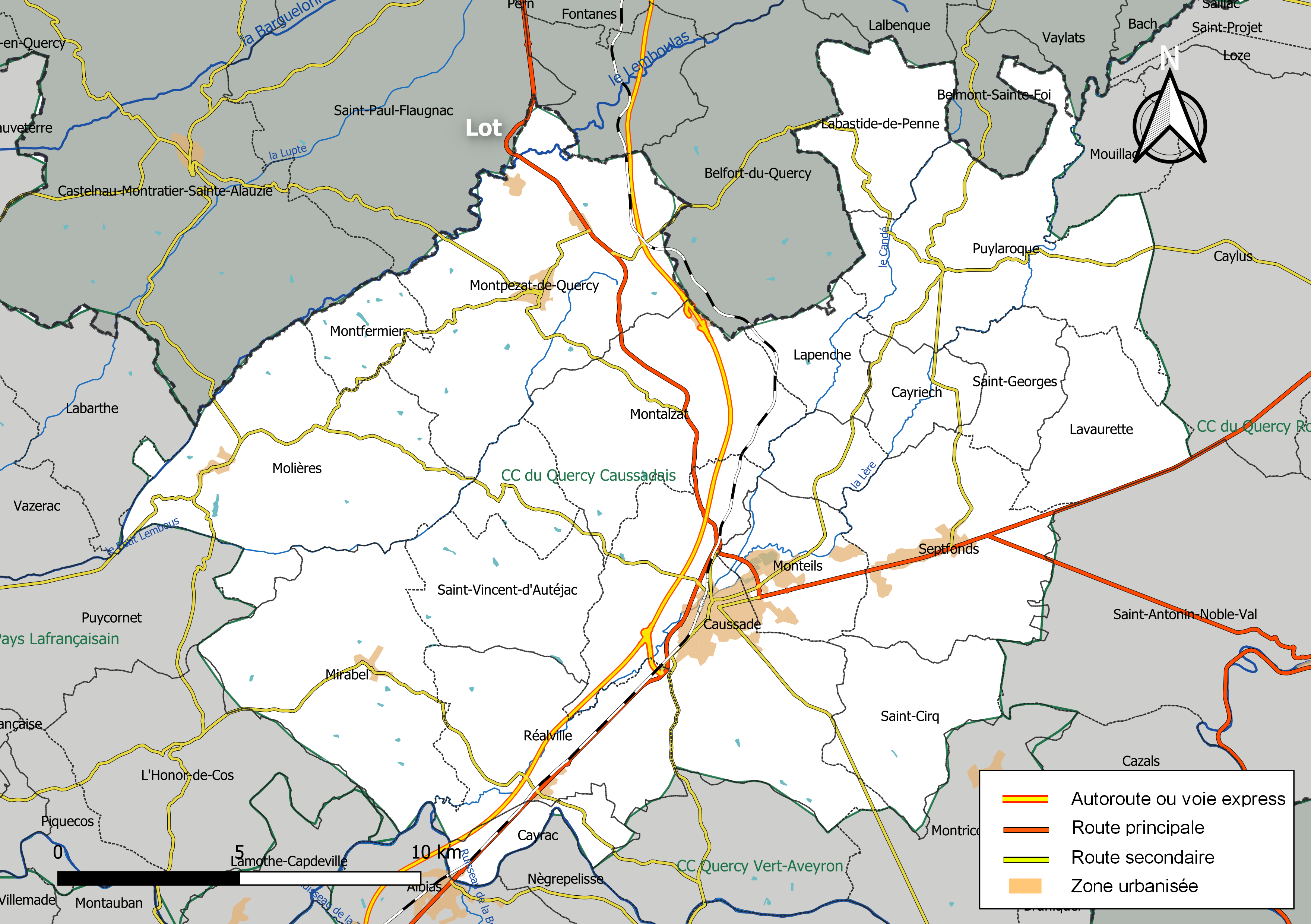
Carte de la communauté de communes du Quercy caussadais au 1er janvier 2019.

### Composition
La communauté de communes est composée des 19 communes suivantes :

| Nom                     | Code Insee | Gentilé         | Superficie (km2) | Population (dernière pop. légale) | Densité (hab./km2) |
| ----------------------- | ---------- | --------------- | ---------------- | --------------------------------- | ------------------ |
| Caussade (siège)        | 82037      | Caussadais      | 45,73            | 6 858 (2022)                      | 150                |
| Auty                    | 82007      | Autinois        | 7,42             | 144 (2022)                        | 19                 |
| Cayrac                  | 82039      | Cayracois       | 6,21             | 562 (2022)                        | 90                 |
| Cayriech                | 82040      | Cayriéchais     | 7,59             | 273 (2022)                        | 36                 |
| Labastide-de-Penne      | 82078      | Pennais         | 13,68            | 126 (2022)                        | 9,2                |
| Lapenche                | 82092      | Lapinchois      | 8,11             | 282 (2022)                        | 35                 |
| Lavaurette              | 82095      | Vaurettais      | 13,63            | 214 (2022)                        | 16                 |
| Mirabel                 | 82110      | Mirabelais      | 32,07            | 1 042 (2022)                      | 32                 |
| Molières                | 82113      | Moliérains      | 38,46            | 1 274 (2022)                      | 33                 |
| Montalzat               | 82119      | Alzatmontains   | 27,5             | 654 (2022)                        | 24                 |
| Monteils                | 82126      | Monteillais     | 12,08            | 1 354 (2022)                      | 112                |
| Montfermier             | 82128      | Montfermierois  | 6,55             | 109 (2022)                        | 17                 |
| Montpezat-de-Quercy     | 82131      | Montpezatais    | 44,02            | 1 600 (2022)                      | 36                 |
| Puylaroque              | 82148      | Puylaroquains   | 35,87            | 698 (2022)                        | 19                 |
| Réalville               | 82149      | Réalvillois     | 25,09            | 1 867 (2022)                      | 74                 |
| Saint-Cirq              | 82159      | Saint-Ciriens   | 15,96            | 569 (2022)                        | 36                 |
| Saint-Georges           | 82162      | Saint-Georgeois | 9,09             | 271 (2022)                        | 30                 |
| Saint-Vincent-d'Autéjac | 82174      | Autéjaciens     | 16,27            | 283 (2022)                        | 17                 |
| Septfonds               | 82179      | Septfontois     | 27,05            | 2 254 (2022)                      | 83                 |

### Démographie
| 1968   | 1975   | 1982   | 1990   | 1999   | 2009   | 2011   | 2012   | 2014   |
| ------ | ------ | ------ | ------ | ------ | ------ | ------ | ------ | ------ |
| 15 847 | 15 831 | 16 260 | 16 616 | 16 964 | 19 152 | 19 531 | 19 746 | 19 856 |

## Liste des Présidents successifs
| Période                                  | Période          | Identité          | Étiquette | Qualité                                              |
| ---------------------------------------- | ---------------- | ----------------- | --------- | ---------------------------------------------------- |
| ?                                        | 16 novembre 2017 | François Bonhomme | LR        | Sénateur (depuis 2014) Maire de Caussade (2008-2016) |
| 16 novembre 2017                         | En cours         | Guy Rouziès       | LR        | Maire de Saint-Cirq (depuis 2008)                    |
| Les données manquantes sont à compléter. |                  |                   |           |                                                      |